# 熔盐泵
熔盐泵一种用于输送高温金属盐的泵。用作高温硝酸盐、亚硝酸盐、离子膜烧碱等的输送, 也广泛使用在三聚氰胺、制盐、制碱及尿素等化工流程中。输送介质的温度通常在400℃到460℃之间, 粘度低于0.3 Pa·s。该装置在太阳能发电、熔盐反应堆中也有利用。